# Campoletis cinctula
Campoletis cinctula är en stekelart som först beskrevs av Holmgren 1868.  Campoletis cinctula ingår i släktet Campoletis och familjen brokparasitsteklar. Inga underarter finns listade.